# Districte Apukshunnubbee
El districte Apukshunnubbee era una de les tres super-regions administratives que comprèn l'antiga Nació Choctaw a Territori Indi. També anomenat Segon Districte, que abasta el terç sud-oriental de la nació.
El Districte Apukshunnubbee va rebre el seu nom en honor del cap Apukshunnubbee (també Apuckshunubbee), un guerrer i estadista choctaw que era cap de districte d'Okla Falaya ("Ciutats Altes") en la Nació Choctaw original, i molts choctaws que recordaven aquells temps es referien al districte Apukshunnubbee com a districte Okla Falaya. Els altres dos districtes eren el districte Moshulatubbee i el districte Pushmataha.
Els districtes es van establir quan la Nació Choctaw es va traslladar a través del Camí de les Llàgrimes choctaw a Territori Indi, a l'actual Oklahoma, i van ser pensats originalment per ser terres per als colons dels tres principals clans o divisions choctaw. A la pràctica, les afiliacions de clans i aliances es van convertir ràpidament en menys importants després de l'arribada dels choctaws al territori indi. La importància dels districtes en la vida política de la nació, que abans havia reflectit assentament i desenvolupament geogràfic, es va esvair amb el temps, i els tres caps de districte va perdre el poder i l'autoritat davant del cap principal de la nació. Finalment, el cap principal es va convertir, simplement, el cap. Ja no és un "primer entre iguals", es va convertir en l'únic líder polític.
En els assumptes judicials, els tres districtes i les seves seus de govern van mantenir la seva influència històrica. Els crims i els criminals no eren tractats a nivell de comtat sinó automàticament a nivell de districte. Els dies de la Cort van ser els dies més intensos de l'any a les places de govern del districte.
La seu administrativa del govern del districte Apukshunnubbee era Alikchi, al comtat de Nashoba, Nació Choctaw. Alikchi està situada a l'est de l'actual Rattan (Oklahoma) i al nord de Wright City (Oklahoma), al comtat de McCurtain.
En el districte Apukshunnubbee hi eren els comtats de la Nació Choctaw de Bok Tuklo, Cedar, Eagle, Nashoba, Red River, Towson i Wade.
Com planava la condició d'estat d'Oklahoma, el Districte Apukshunnubbee i els seus comtats constituents lentament van pedre llur paper governamentals. Els tribunals dels Estats Units al Territori Indi van usurpar els seus poders. El 16 de novembre de 1907 (dia de la proclamació de l'estat d'Oklahoma) el districte i els seus comtats van desaparèixer per sempre.
El territori de l'antic Districte Apukshunnubbee s'incorpora principalment als actuals comtats d'Oklahoma de Choctaw, McCurtain i Pushmataha.